# Celso Lucio
Celso Lucio y López (Burgos, 1865-Madrid, 1915) fue un escritor, dramaturgo y periodista español.

## Biografía
Nacido el 6 de abril de 1865 en Burgos, padeció hemiplejia desde su juventud.  En su faceta de autor dramático colaboró en numerosas obras con Carlos Arniches. Lucio, que fue un fecundo autor festivo, formó parte de la Asociación de la Prensa de Madrid desde 1896. Fue redactor de El Globo en 1902, además de colaborar en Madrid Cómico, Blanco y Negro y otras publicaciones. Falleció el 3 de octubre de 1915 en Madrid.